# Alexandrijská škola

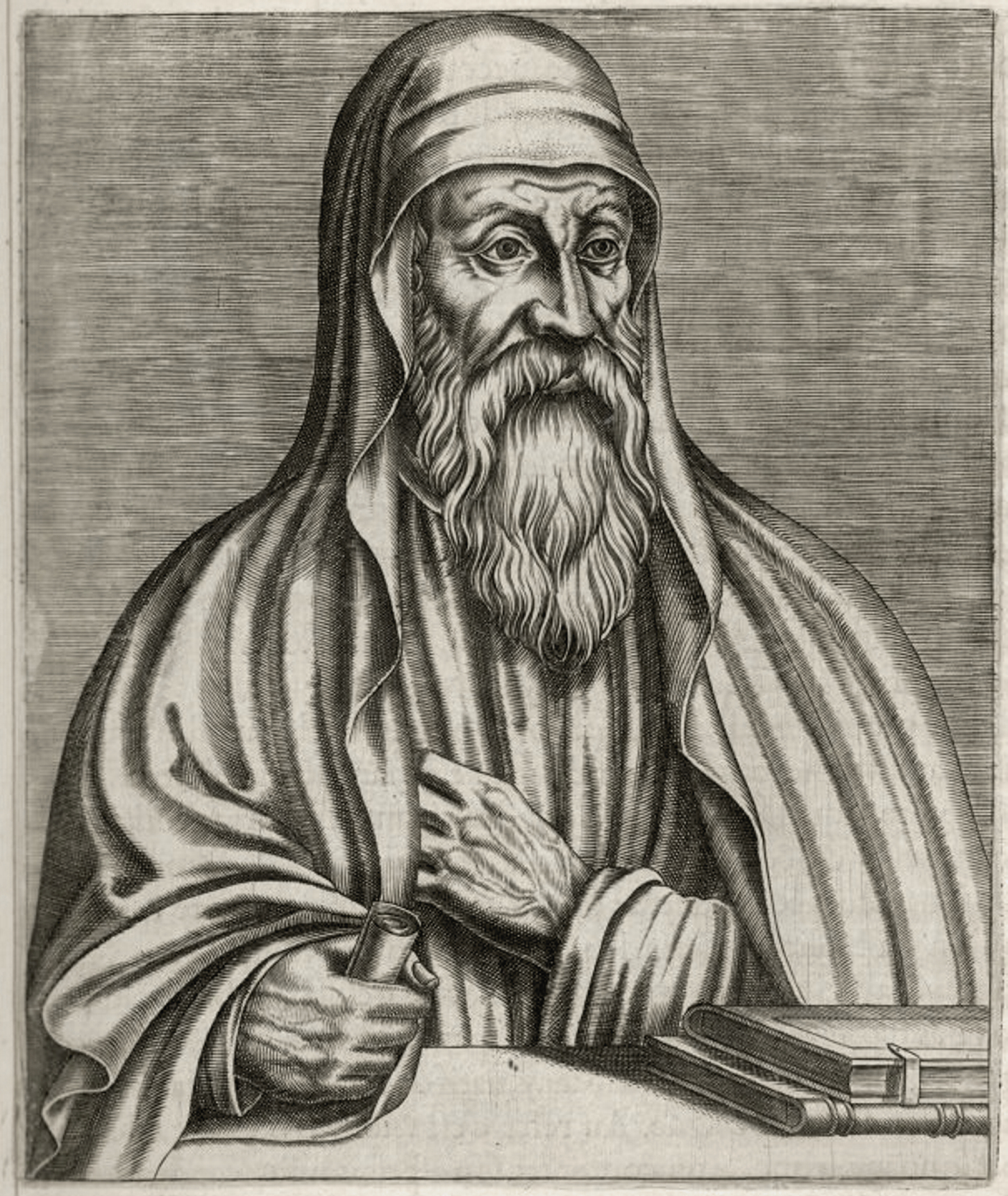
Předstsvitel alexandrijské školy Órigenés

Alexandrijská škola je jak skutečná škola pro alexandrijské katechumeny, tak název pro filosofické a teologické myšlení církevních otců v ní působících. Datuje se do přibližně 3.–4. století.

## Historie
Alexandrijská škola byla ve 3-4. století prvním a nejstarším střediskem komplexního teologického myšlení v dějinách křesťanství. Své hlavní charakteristiky dostala ze svého okolí: měl na ni vliv platónismus, spisy platónismem ovlivněného židovského učence Filona Alexandrijského a vůbec zájem o metafyzické bádání.

## Charakteristika
Jádrem a ohniskem křesťanského teologického myšlení v Alexandrii byla škola pro katechumeny, kde se vyučovaly jak základy víry a porozumění Písmu, tak i základní filosofické obory jako rétorika, gramatika a pod. Již zde je patrné silné propojení mezi křesťanskou vírou a řeckou filosofií, které je charakteristické pro celou tuto školu.
Co se týká výkladu Písma, jež bylo až do vrcholného středověku hlavním, ne-li jediným pramenem teologického poznání, známá byla především alegorická metoda. Ta z řecké kultury a myšlení přešla prostřednictvím Filona, který ji aplikoval na židovské posvátné spisy, i do křesťanské alegorické školy. Díky ní mohli alexandrijští otcové nacházet v Písmu, zvlášť ve Starém zákoně, řešení mnoha metafyzických a do jisté míry i abstraktních otázek. Naopak podle těchto otců doslovný výklad Písma, považovaný za judaizující, byl označován za nehodný Boha a za povrchní, hodný těch, kteří nejsou s to proniknout do hloubky textu.
Jako protiváha proti alexandrijské škole existovala v Sýrii antiochijská škola, zdůrazňující jednak doslovný, literární výklad Písma, jednak jeho význam nikoli metafyzický, ale morální.